# أناتراشينتيس بسيط

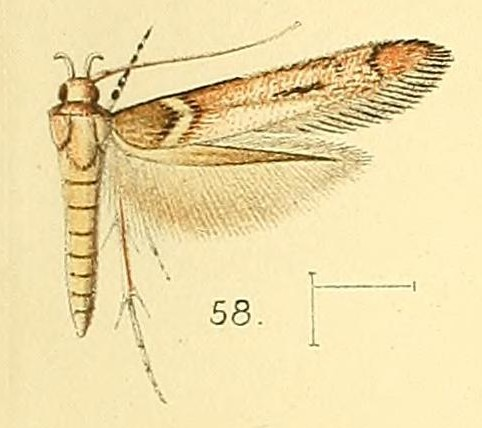
أناتراشينتيس بسيط

أناتراشينتيس بسيط Anatrachyntis simplex هو عثة من أسرة Cosmopterigidae. ويوجد في مصر، وريونيون، وغامبيا والإمارات العربية المتحدة، وقبرص، والمغرب، والبرتغال، وإسبانيا، والهند والصين. تم تسجيله بشكل غير متكرر في بريطانيا العظمى من خلال الاستيراد العرضي للرمان.
عرض الأجنحة حوالي 10 ملم. في أوروبا، تظهر الحشرات البالغة في أغسطس وأكتوبر. في المناطق المدارية هناك أجيال متعددة في السنة.
تتغذي اليرقات في ثمرة الرمان. في أفريقيا تم تسجيلها أيضا تتغذى على نخيل الزيت ، ذرة (نبات)، القطن. و قابوق خماسي الأسدية، وكذلك زهور كاذي.

## روابط داخلية
- رمان
- ذرة (نبات)
- نخيل الزيت

## روابط خارجية
- صور أناتراشينتيس بسيط